# Sakè
Il sakè (pronuncia italiana [saˈkɛ]; dal giapponese 酒?, sake ) o sachè è una bevanda alcolica tipicamente giapponese ottenuta da un processo di fermentazione che coinvolge riso, acqua e spore koji. Per quanto venga spesso chiamato "vino di riso", il processo di produzione è più simile a quello della birra che a quello del vino, e si tratta a tutti gli effetti di una bevanda alcolica ottenuta per fermentazione.
Nella lingua giapponese, la parola sake ha il generico significato di "bevanda alcolica", mentre il sakè nell'accezione sopra descritta è definito propriamente nihonshu (日本酒? lett. "alcol giapponese") in giapponese. Nel 2024 il saké è entrato a far parte del Patrimonio culturale immateriale dell'UNESCO.

## Storia
La storia del sakè non è ben documentata e ci sono molteplici teorie su come possa essere stato inventato. Un'ipotesi sostiene che la pratica della fermentazione del riso abbia avuto origine in Cina, lungo il Chang Jiang, attorno al quinto millennio a.C., e sia stata successivamente esportata in Giappone. Un'altra ipotesi fa risalire la fermentazione del sakè al Giappone del terzo secolo d.C., con l'avvento della coltivazione del riso in umido. La combinazione di acqua e riso avrebbe portato a muffa e fermentazione. Il primo sakè venne chiamato kuchikami no sake (口噛みの酒?), o "sakè masticato in bocca", ed era fatto con il riso di un intero villaggio, castagne, miglio, ghiande, e preparato sputando il miscuglio in un tino.
Gli enzimi della saliva permisero agli amidi di saccarificare (convertendosi in zucchero). In seguito a questo dolce miscuglio si aggiunse grano appena cotto e così poté fermentarsi in modo naturale. Presumibilmente il miglior sakè prodotto in questo modo derivava da giovani ragazze vergini. Si annota per l'uso della masticazione che un comportamento analogo, per introdurre enzimi atti alla trasformazione del prodotto per lo stesso scopo, (anche in questo caso fatto da ragazze, o da vecchie), è usato da millenni per produrre la chicha (bevanda alcolica derivata dal mais) in Brasile, Bolivia, Perù ed Ecuador. È probabile che questa prima forma di sakè avesse un basso contenuto alcolico e venisse consumata come porridge. Questo metodo è stato adottato anche dai nativi americani; vedi il cauim, e il pulque. Il vino di miglio cinese, xǐao mǐ jǐu (小米酒), prodotto allo stesso modo, è nominato in alcune iscrizioni del XIV secolo, essendo stato offerto agli dei in rituali religiosi.
Più tardi, approssimativamente dall'VIII secolo, il vino di riso, mǐ jǐu (米酒), divenne popolare in Cina con una formula quasi identica a quella del più tardo sakè giapponese. Secoli dopo, la masticatura divenne inutile con la scoperta del koji-kin (麹菌? lett. "Aspergillus oryzae"), una muffa i cui enzimi convertono l'amido presente nel riso in zucchero, che è anche usato per fare amazake, miso, nattō e salsa di soia. Il riso miscelato con koji-kin è chiamato kome-koji (米麹?), o riso di malto. Una miscela di lievito, o shubo (酒母?), è quindi aggiunta per convertire gli zuccheri in etanolo. Questo sviluppo può aumentare di molto il tasso di alcol del sakè (18%-25% per vol.); come l'amido è convertito in zucchero dal koji-kin, gli zuccheri sono convertiti in alcol a partire dal lievito in un processo istantaneo. Il koji-kin è stato scoperto più probabilmente per caso. Le spore di koji e il lievito, che fluttua nell'aria, finirono in una densa mistura di riso e acqua rimasta all’aperto.
La fermentazione risultante creò un porridge di sakè non diverso dal kuchikami no sake ma senza il problema della masticatura da parte di un intero villaggio. Probabilmente questo porridge non aveva il miglior sapore ma l'ebbrezza era sufficiente per far sì che la gente continuasse a interessarsi a produrne. Un po' di questa miscela sarebbe stata mantenuta come punto di partenza per il gruppo seguente. È da notare che l'azione congiunta di una muffa (Aspergillus) e di un Saccaromicete specifico per il riso, (probabilmente Saccaromices orizae), produce una rapida trasformazione degli amidi in zuccheri e quindi questi in alcool, lo stesso non accade con le fermentazioni comuni, ad esempio quelle sostenute da Saccaromices cerevisiae (birra, vino), in cui la trasformazione da amidi in zuccheri, quando necessaria, non ottenuta da muffe è difficoltosa e le gradazioni alcoliche massime possibili (senza distillazione) sono più limitate, ad esempio per il vino d'uva la gradazione alcolica massima possibile è circa 15% per vol.
Nel VII secolo a.C. esperimenti e tecniche venute dalla Cina diedero origine a un sakè di maggior qualità. Col tempo il sakè divenne talmente popolare che al palazzo imperiale di Kyōto (poi capitale del Giappone) fu istituito un organismo per la sua preparazione. Questo ebbe come conseguenza la nascita dei produttori di sakè a tempo pieno, e questi artigiani aprirono la via per molti sviluppi nella tecnica. Fu appunto durante l'era Heian (794-1185) che vennero aggiunte tre nuove fasi al processo di fermentazione (una tecnica per aumentare ancora il livello di alcol e ridurre le possibilità di inasprimento), esempio delle migliorie apportate in questo periodo. Nei successivi 500 anni la qualità e le tecniche usate nella produzione del sakè migliorarono costantemente. Divenne usanza la preparazione di una miscela di partenza, chiamata "moto", per coltivare il maggior numero possibile di cellule di lievito prima della fabbricazione.

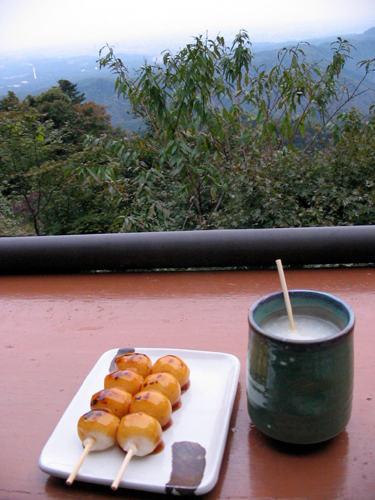
Sakè servito con il dango, un dolce giapponese

I produttori avevano anche la capacità di isolare il koji per la prima volta, e perciò seppero controllare con coerenza la saccarificazione (conversione dell'amido in zucchero) del riso. Attraverso osservazioni, esperimenti ed errori, si sviluppò anche una forma di pastorizzazione. Partite di sakè che iniziarono a inasprirsi a causa di batteri durante i mesi estivi furono versate dalle loro botti in serbatoi e riscaldate. Comunque, il risultante sakè pastorizzato sarebbe poi tornato nelle botti infettate dai batteri. Di qui il sakè avrebbe assunto un sapore più acido, e quando fosse arrivato l'autunno sarebbe stato pessimo. Le ragioni per le quali avvenisse la pastorizzazione e come si potesse migliorare la qualità non sarebbero state comprese finché Louis Pasteur non avesse fatto la sua scoperta circa 500 anni più tardi.
Durante la Restaurazione Meiji furono scritte delle leggi che permisero a chiunque avesse capacità economica e conoscenze pratiche di mettere su e dirigere una fabbrica di sakè. Nacquero così in un solo anno circa 30.000 fabbriche in tutto il Paese. Ad ogni modo, col passare degli anni il governo impose sempre più tasse sull'industria del sakè e lentamente il numero delle fabbriche si ridusse a 8.000. La maggior parte delle fabbriche che si svilupparono e sopravvissero a questo periodo appartenevano a ricchi proprietari terrieri. I latifondisti che possedevano raccolti di riso avrebbero avuto ancora del riso a fine stagione e, piuttosto che lasciare che queste scorte di riso rimanessero inutilizzate, le avrebbero trasportate alle loro fabbriche. La fabbrica di famiglia con maggiore successo fra queste è attiva ancora oggi.
Nel Novecento la tecnologia di produzione del sakè fece passi da gigante. Nel 1904 il governo aprì l'istituto per la ricerca nella produzione del sakè, e nel 1907 si tenne il primo concorso di degustazione di sakè. Furono isolate specifiche varietà di lieviti selezionate per le loro proprietà e arrivarono serbatoi in acciaio ricoperti di smalto. Il governo iniziò ad acclamare l'uso di serbatoi smaltati perché facili da pulire, di durata eterna, e privi di problemi batterici (il governo considerò le botti in legno "anti-igieniche" a causa dei potenziali batteri viventi dentro al legno). Sebbene tutto ciò sia vero, il governo pretese anche più tasse dai produttori perché il legno delle botti succhiava una quantità significativa di sakè (attorno al 3%) che avrebbe dovuto essere tassata. Questa fu la fine dell'era delle botti di sakè in legno, e il loro uso scomparve totalmente. Durante la guerra russo-giapponese del 1904-1905 il governo bandì la produzione di sakè in casa, che non era soggetta ad alcuna tassa, per far aumentare ancora di più le entrate fiscali dovute al sakè, che in quel periodo costituivano già un sorprendente 30%.
Questa fu la fine del cosiddetto "doboroku" (sakè fatto in casa): questa legge rimane infatti ancora oggi malgrado le vendite di sakè costituiscano attualmente solo il 2% delle entrate del governo. Quando scoppiò la seconda guerra mondiale l'industria del sakè subì un pesante colpo dopo che il governo pose un freno all'uso del riso per la produzione di alcolici. La maggior parte del riso cresciuto in questo periodo venne usato per le fatiche di guerra e questo, in unione con molti altri problemi, fu il destino di migliaia di aziende in tutto il Giappone. In precedenza era stato scoperto che piccole dosi di alcol potevano essere aggiunte al sakè per migliorarne l'aroma e la struttura. Dal decreto del governo, alcol puro e glucosio venivano aggiunti a piccole quantità di miscela di riso, aumentando la resa di quattro volte tanto. Il 95% del sakè di oggi è prodotto usando questo tecnica, rimasta dagli anni della guerra. C'erano anche alcune fabbriche capaci di produrre sakè senza riso. Naturalmente, in questo periodo ne risentì molto la qualità.
Dopo la guerra le fabbriche di sakè iniziarono a riformarsi poco alla volta, e la qualità del sakè crebbe gradualmente. Ad ogni modo cominciarono a essere sempre più popolari in Giappone la birra, il vino e i superalcolici, e negli anni 1960 per la prima volta il consumo di birra superò quello di sakè. Il consumo di sakè continuò a diminuire, ma in compensi la qualità migliorò notevolmente. Oggi la qualità del sakè è al suo apogeo, e questo alcolico è diventato effettivamente una bevanda mondiale con la nascita di alcune fabbriche nel Sud-Est asiatico, in Sud America, Nord America, Cina e Australia. Inoltre sempre più aziende stanno tornando ai vecchi metodi di produzione. Mentre il resto del mondo sta forse bevendo sempre più sakè, e la qualità è aumentata, ci sono delle difficoltà per l'industria del sakè. In Giappone la vendita di sakè sta ancora scendendo e non è sicuro che l'esportazione del sakè in altri Paesi possa salvare le aziende giapponesi. Infatti attualmente ci sono circa 1500 aziende in Giappone, laddove nel 1988 ce n'erano circa 2500.

## Tipologie di sakè
Esistono due principali tipi di sakè: il futsuu-shu (普通酒), ovvero il "sakè normale", e il tokutei meishōshu (特定名称酒), ossia il "sakè a designazione speciale".
Il futsuu-shu non possiede i requisiti per alcun livello di sakè a designazione speciale. È l'equivalente del nostro vino da tavola e rappresenta oltre il 75% di tutto il sakè prodotto. D'altra parte il tokutei meishōshu è contraddistinto dalla certificazione di raffinamento (macinatura) del riso e di purezza (restrizione nell'aggiungere alcool distillato). Raffinare il riso è importante in quanto la parte interna dei chicchi contiene l'amido (ciò che fermenta) mentre la parte esterna contiene oli e proteine, che tendono a lasciare aromi strani o spiacevoli nel prodotto finito. Raffinare il riso rimuove la parte esterna del chicco, lasciando solamente il cuore d'amido.